# جون شولمان
جون شولمان (بالإنجليزية: John Shulman)‏ هو مدرب كرة سلة أمريكي، ولد في 28 يونيو 1966 في جونسون سيتي في الولايات المتحدة.

## روابط خارجية
- جون شولمان على موقع كلية كرة السلة في سبورتس رفرنس.كوم (الإنجليزية)